# 日韓Vリーグトップマッチ
日韓Vリーグトップマッチ（にっかんブイリーグトップマッチ）は日本バレーボールリーグ機構と韓国バレーボール連盟のそれぞれ社会人（プロ）のバレーボールトップリーグ組織であるVリーグの成績上位チームが対戦する交流試合（「日韓選手権試合」）である。
同大会は日韓両国のバレーボールの競技力・国際競争力を高め、バレーボールのレベルを高揚させていこうとする目的、また将来の東アジア各国のクラブチーム実力上位チームによるチャンピオン大会「東アジアトップリーグ構想」の実現へ向けた試験大会として行われるもので、単なる親善試合としてではなく、公式戦の一環として行われ、順位も決定される。
2006年に第1回大会が開催された。2008年は北京オリンピック予選のため中止となり、代わりに日韓双方の審判員交流が行われた。2011年は開催予定されながら東日本大震災のため開催取りやめ、2012年はロンドンオリンピック予選の為中止となった。2013年は3年ぶりに開催された。2014年は日程の都合で中止と決まった。

## 大会概要

### 2006-2009年まで
- 出場チーム　日本、韓国のVリーグ男女それぞれのリーグ1・2位のチーム（男女各4チームずつ）
- 試合会場　原則として双方の国で行っていた。男子が日本で開催する場合は女子は韓国で、逆に男子が韓国で行う場合は女子は日本で開催
- 試合方式　それぞれ日本のチームが韓国の1・2位のチーム、逆に韓国のチームが日本の1・2位のチームと対抗戦形式で対戦する。（日韓それぞれの1・2位チーム同士での直接対決はない）
- 男女ともそれぞれ2試合の通算成績を基に順位を設定し、賞金が授与される。
  - 1位　2万USドル
  - 2位　1万USドル
  - 3位・4位　5000USドル
  - 最優秀選手にも5000USドルが贈呈される

### 2010年以後
- 出場チーム　日韓選手権の性質を高めるため、これまでの日韓上位2チーム（男女それぞれ4チーム）ずつから、日韓のそれぞれ優勝2チームのみの1試合のみの対戦とする。
- 試合会場　1年ごとに日本と韓国の交互で男女2試合を同日開催する

## 歴代優勝チーム
| 回 | 開催年 | 男子                                                                                    | 女子                                                                                    | 備考                                                               |
| -- | ------ | --------------------------------------------------------------------------------------- | --------------------------------------------------------------------------------------- | ------------------------------------------------------------------ |
| 1  | 2006   | 三星火災ブルーファングス                                                                | 久光製薬スプリングス                                                                    |                                                                    |
| 2  | 2007   | 現代キャピタル・スカイウォーカーズ                                                      | 久光製薬スプリングス                                                                    |                                                                    |
| 3  | 2009   | 東レ・アローズ                                                                          | 興国生命ピンクスパイダーズ                                                              |                                                                    |
| 4  | 2010   | 三星火災ブルーファングス                                                                | 東レ・アローズ                                                                          |                                                                    |
| 5  | 2011   | 東日本大震災のため中止                                                                  | 東日本大震災のため中止                                                                  | 日本のプレミアリーグが震災のため3月6日の段階で打ち切りとなったため |
| 6  | 2012   | ロンドンオリンピック最終予選開催による、日程調整難航により中止                          | ロンドンオリンピック最終予選開催による、日程調整難航により中止                          |                                                                    |
| 7  | 2013   | 堺ブレイザーズ                                                                          | 久光製薬スプリングス                                                                    |                                                                    |
| 8  | 2014   | 日程の都合により中止                                                                    | 日程の都合により中止                                                                    |                                                                    |
| 9  | 2015   | 安山OK貯蓄銀行ラッシュアンドキャッシュ                                                  | NECレッドロケッツ                                                                       |                                                                    |
| 10 | 2016   | リオデジャネイロオリンピックバレーボール競技 女子世界最終予選兼アジア予選開催により中止 | リオデジャネイロオリンピックバレーボール競技 女子世界最終予選兼アジア予選開催により中止 |                                                                    |

## 個人賞
| 回 | 開催年 | MVP                | 所属チーム                 | MIP          | 所属チーム          |
| -- | ------ | ------------------ | -------------------------- | ------------ | ------------------- |
| 1  | 2006   | ケニア・カルカセス | 久光製薬スプリングス       |              |                     |
| 2  | 2007   | 橋本直子           | 久光製薬スプリングス       |              |                     |
| 3  | 2009   | キム・ヨンギョン   | 興国生命ピンクスパイダーズ | 木村沙織     | 東レ・アローズ      |
| 4  | 2010   | 木村沙織           | 東レ・アローズ             | キム・サニ   | KT&Gアリエールズ    |
| 5  | 2013   | 石井優希           | 久光製薬スプリングス       | ナム・ジヨン | IBK企業銀行アルトス |
| 6  | 2015   | 柳田光綺           | NECレッドロケッツ          | キム・ヒジン | IBK企業銀行アルトス |